# مصفاة بورتسودان
```
مصفاة بورتسودان
 هي 
مصفاة لتكرير
 
النفط
 تقع في مدينة 
بورتسودان
، 
السودان
، على شاطئ 
البحر الأحمر
. تم إيقاف تشغيل المصفاة ولم تعد تعمل، حيث لا يمكنها معالجة 
النفط الخام
 السوداني. 
[
1
]
```